# ریو توربیو
ریو توربیو (به اسپانیایی: Río Turbio) یک منطقهٔ مسکونی در آرژانتین است که در بخش گور آیکه واقع شده‌است. ریو توربیو ۶٬۶۵۰ نفر جمعیت دارد.